# Apomecynoides senegalensis
Apomecynoides senegalensis is een keversoort uit de familie boktorren (Cerambycidae). De wetenschappelijke naam van de soort is voor het eerst geldig gepubliceerd in 1950 door Breuning.